# Obserwacja ptaków

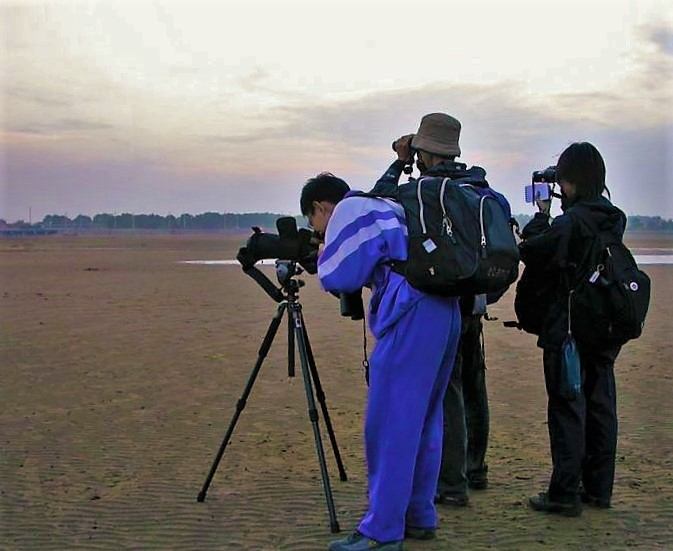
Obserwatorzy ptaków

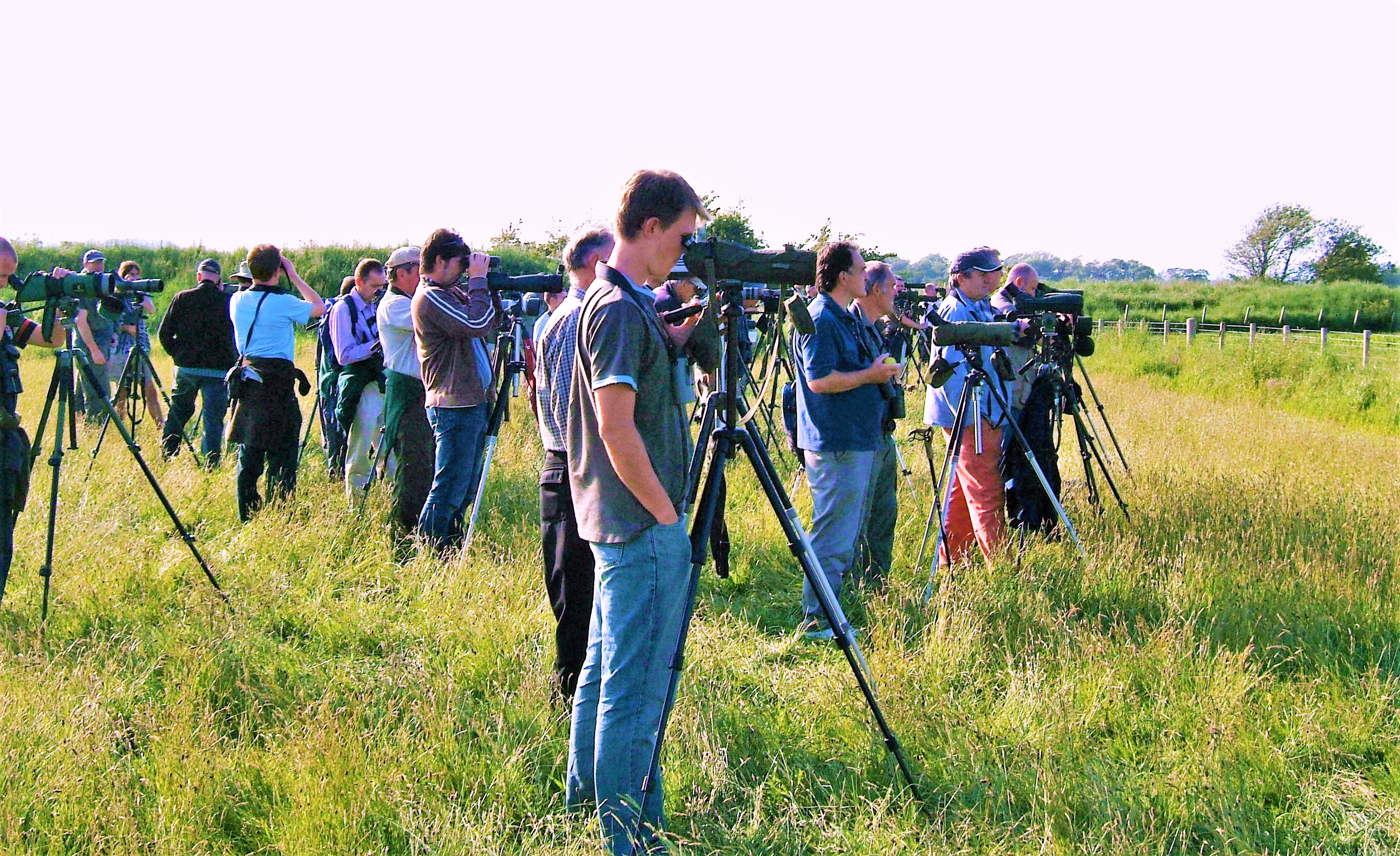
Brytyjscy obserwatorzy ptaków przyglądają się czajce stepowej (piąte stwierdzenie w Wielkiej Brytanii)

Obserwowanie ptaków, ptasiarstwo (ang. birdwatching) – rodzaj hobby polegający na obserwowaniu ptaków, gołym okiem lub przez przyrządy optyczne (lornetkę, lunetę). Towarzyszy temu zazwyczaj zgłębianie wiedzy na temat ich wyglądu, głosów, zachowań i biologii. Ponadto ptaki są zwykle fotografowane, niekiedy techniką digiscopingu. Miłośnicy tego hobby nazywani są ornitologami amatorami, ptasiarzami lub (rzadziej) ptakolubami. W przeciwieństwie do zawodowych ornitologów, ptasiarze są zwykle amatorami i nie prowadzą badań naukowych.
W Europie birdwatching jest szczególnie popularny na Wyspach Brytyjskich – liczbę tamtejszych birdwatcherów szacuje się na 3–4 mln. Do RSPB – Królewskiego Towarzystwa Ochrony Ptaków należy ponad 1 milion członków, co czyni je największą europejską organizacją przyrodniczą. W Stanach Zjednoczonych liczbę ptasiarzy szacuje się na kilkanaście milionów osób, a w Polsce – na kilka tysięcy.
Niektórzy ptasiarze w szczególności poszukują rzadkich dla danego obszaru ptaków, wprowadzając je następnie na osobistą listę obserwowanych gatunków. Specjalnym rodzajem takiego obserwatora jest tzw. twitcher – ktoś, kto kolekcjonuje obserwacje rzadkich gatunków, podążając za otrzymanymi informacjami o ich wystąpieniu i traktując to hobby wyczynowo. Celem jest zobaczenie ptaka, najczęściej również sfotografowanie go, i dopisanie do swojej listy. Twitcher wybiera się na obserwację dopiero wtedy, kiedy otrzyma pewną wiadomość o miejscu przebywania osobnika interesującego go gatunku, i może w tym celu odbyć nawet daleką podróż.
Ptasiarze zwykle prowadzą notatki i wymieniają się informacjami na internetowych forach i grupach dyskusyjnych. Często biorą udział w liczeniach ptaków migrujących lub zimujących na danym obszarze. Dane zebrane z całorocznych lub okresowych obserwacji w tzw. kartotekach faunistycznych mogą być cennym uzupełnieniem badań prowadzonych przez ornitologów. Ponadto ptasiarze często biorą udział w działaniach ochroniarskich, prowadzonych przez organizacje przyrodnicze, takie jak np. Ogólnopolskie Towarzystwo Ochrony Ptaków czy Towarzystwo Przyrodnicze „Bocian”.

## Etyka obserwacji
Niewłaściwe podejście do obserwowania ptaków, wraz z rosnącą liczbą zainteresowanych tą formą spędzania wolnego czasu, może wyrządzać szkody w ich populacjach i ogólnie w przyrodzie. Dlatego w środowisku miłośników ptaków obowiązują pewne reguły. Generalnie, dobro ptaków jest stawiane ponad zainteresowaniem obserwatora i chęcią zrobienia efektownego zdjęcia.
Wśród zasad etycznych można wymienić między innymi:
- ograniczanie niepokojenia ptaków do minimum,
- niezakłócanie spokoju ptaków przy gnieździe. Niepokojone ptaki mogą porzucić lęg, a obecność człowieka przy gnieździe i pozostawione przez niego ślady mogą zwrócić uwagę drapieżników i ułatwić im zrabowanie jaj lub piskląt,
- działanie w kierunku ochrony środowiska przyrodniczego, w jakim żyją ptaki,
- nierozpowszechnianie informacji o miejscach gniazdowania ptaków, zwłaszcza ich rzadkich lub zagrożonych gatunków,
- bezwzględne przestrzeganie prawa dotyczącego ochrony przyrody.

## Metody obserwacji
Ptaki można obserwować wszędzie i o każdej porze roku, jednak okresami o największej różnorodności obserwacji są wiosenne i jesienne migracje. Jeżeli chodzi o porę dnia, ptasiarze zazwyczaj wybierają wczesny ranek, gdyż wtedy ptaki intensywnie poszukują pożywienia i są łatwiejsze do wypatrzenia. Okresy największej dobowej aktywności ptaków to pierwsze dwie godziny po wschodzie słońca oraz zmierzch. W słoneczne południe, kiedy powietrze jest nagrzane, można obserwować ptaki drapieżne i brodzące (np. bociany) krążące w kominach ciepłego powietrza.
Decydujące znaczenie dla prawidłowego i szybkiego rozpoznania ptaka w terenie ma znajomość charakterystycznych cech danego gatunku. Identyfikując gatunek, bierze się pod uwagę rozmiary ptaka (zwłaszcza w porównaniu z rozmiarami innych gatunków), cechy morfologiczne (przede wszystkim kształt i rozmiar różnych części ciała, zwłaszcza skrzydeł, ogona czy dzioba, i ich wzajemne proporcje), kolor upierzenia, głos. Ponadto istotne w identyfikacji mogą być: środowisko w jakim ptak przebywa, jego zachowanie i sposób poruszania się, rodzaj pobieranego pokarmu, znajomość zasięgu występowania poszczególnych gatunków i prawdopodobieństwa ich wystąpienia na określonym obszarze.

## Miejsca obserwacji

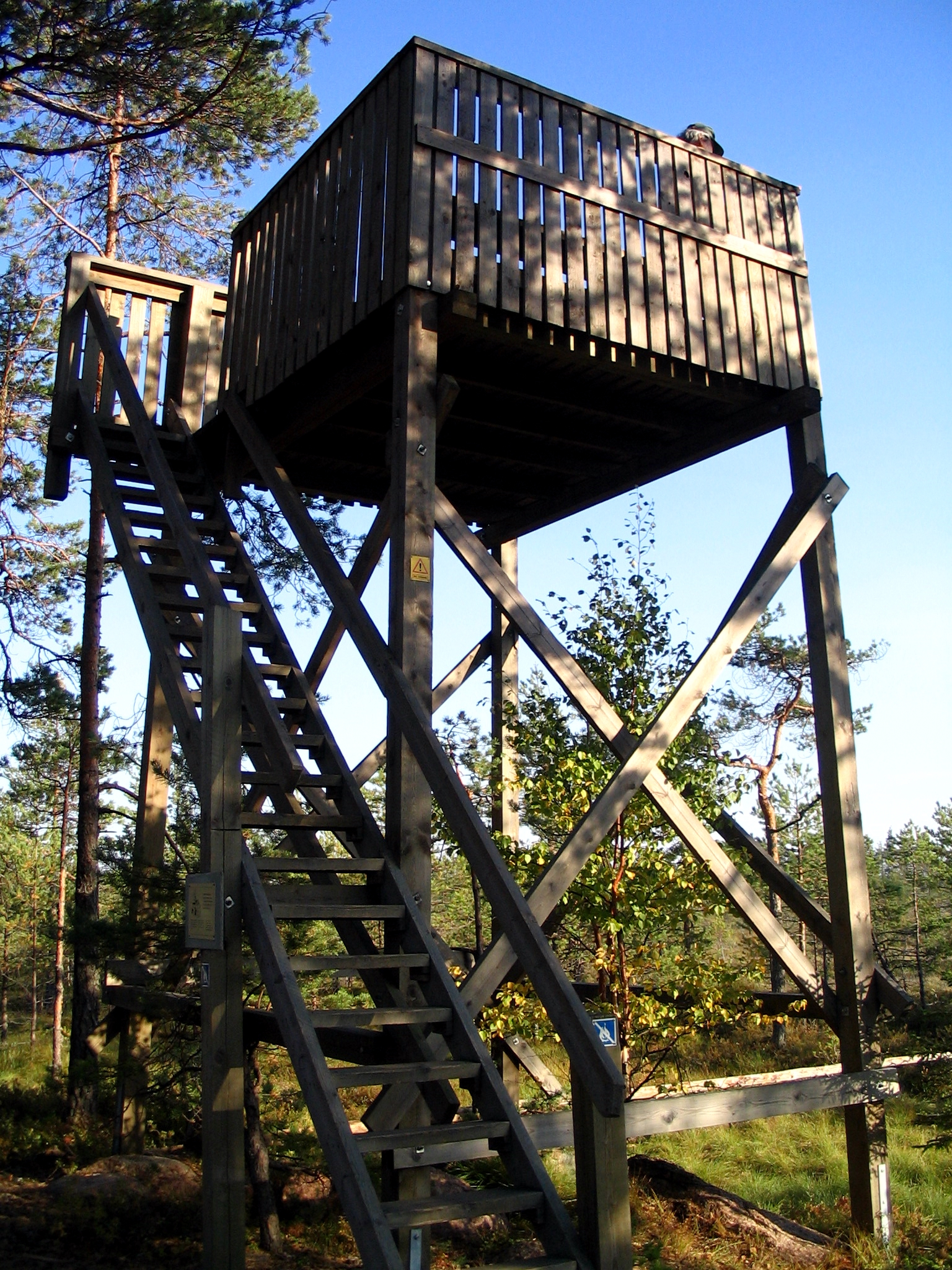
Wieża obserwacyjna w fińskim Parku Narodowym Valkmusa

Miejscami szczególnie sprzyjającymi obserwacjom są wszelkie środowiska o zróżnicowanym charakterze: zbiorniki wodne i inne obszary wodno-błotne, podmokłe łąki, krajobraz rolniczy z miedzami i zadrzewieniami śródpolnymi, rozległe lasy w małym stopniu przekształcone przez człowieka, skraje lasów i zadrzewień, tereny górskie. 
W niektórych rezerwatach i parkach narodowych ustawiane są specjalne kryjówki, platformy i wieże obserwacyjne, które ułatwiają dostrzeżenie ptaków, jednocześnie nie powodując ich niepokojenia.
W Polsce najlepszymi miejscami do obserwacji ptaków są (od północy ku południowi kraju):
- Mierzeja Wiślana
- Zbiornik Siemianówka
- Dolina Biebrzy
- Puszcza Białowieska
- Puszcza Knyszyńska
- Ujście Warty
- Zbiornik Jeziorsko
- Poleski Park Narodowy
- Lasy Sobiborskie
- Dolina Baryczy – Stawy Milickie (kompleksy stawów Radziądz, Jamnik, Ruda Sułowska, Stawno i Potasznia)
- Stawy w okolicach Zatora – kompleksy stawów Przeręb i Spytkowice oraz żwirownie w Jankowicach i Palczowicach
- Tatry